# Ченгел (Битолско)
Вижте пояснителната страница за други значения на Ченгел.
Ченгел (на македонска литературна норма: Ченгел) е бивше село в Северна Македония, община Новаци.

## География
Селото е било разположено в източните склонове на Селечката планина източно от град Битоля, между селата Паралово на северозапад, Ивени на североизток, Гнилеж на югозапад и Полог на югоизток.

## История
Според статистиката на Васил Кънчов („Македония. Етнография и статистика“) към 1900 година в Ченгелъ живеят 95 българи-християни.
На Етнографската карта на Битолския вилает на Картографския институт в София от 1901 година Чегел е чисто българско село в Битолската каза на Битолския санджак с 8 къщи.
В началото на XX век цялото село е под върховенството на Българската екзархия. По данни на секретаря на екзархията Димитър Мишев („La Macédoine et sa Population Chrétienne“) в 1905 година в Ченгел (Tschenghel) има 80 българи екзархисти.
Селото пострадва от гръцки андартски нападения в 1906 година.
Според други данни в началото на XX век селото е патриаршистко. При преброяването в 1908 година комисията записва жителите на Ченгел, заедно с тези на съседното Полог като „гърци“, тъй като са патриаршисти. Жителите на двете села се оплакват в Българското търговско агентство в Битоля и заявяват, че не искат да са записани „гърци“, и че ако в новите нуфузи не са записани като „българи патриаршисти“, те няма да ги приемат.

## Личности
Починали в Ченгел
- Боян Савов Трифонов, български военен деец, подпоручик, загинал през Първата световна война[6]
- Васил (Гаврилов) Гавраилов (Павлов), български военен деец, капитан, загинал през Първата световна война[7]
- Георги Гинчев, български военен деец, капитан, загинал през Първата световна война[8]
- Георги Зафиров Стойчев, български военен деец, капитан, загинал през Първата световна война[9]
- Кънчо П. Хатибов, български военен деец, поручик, загинал през Първата световна война[10]